# Сердечник пурпурный
Сердечник пурпурный, или Сердечник пурпуровый (лат. Cardamine purpurea) — вид травянистых растений семейства Капустные (Brassicaceae). Реликтовый вид. Под текущим таксономическим названием был описан в 1826 году в ботаническом журнале Linnea немецкими ботаниками Адельбертом фон Шамиссо и Дидерихом Францем Леонардом фон Шлехтендалем.

## Описание
Многолетнее травянистое растение высотой до 10 см. Корневище вертикальное, диаметром 1 − 3 мм. Стеблей несколько или один, выходящих из верхушки длинного корневища, прямостоячих, неветвящихся; верхняя часть стебля вместе с цветоножками опушена. Прикорневые листья лировидно-перистые, с 1-3 парами сидячих округлых листочков с широкой короткой верхней долей, диаметром 1,5 − 7 см; стеблевые листья более мелкие, чем прикорневые. Черешок длиной 1,2 − 5 см.
Соцветие − кисть из 6 − 10 цветков, без прицветников. Чашелистики продолговатые, волосистые, размером 2 − 5 мм. Лепестки фиолетовые, реже белые, обратнояйцевидные, длиной 6 мм, к основанию быстро сужены в линейный ноготок. Пыльники вытянутые, длиной 0,6 − 0,9 мм. Цветёт с июня по август. Плод −  голый стручок длиной 10 − 15 мм. Семена коричневые, продолговатые до широкояйцевидных, размерами 1,7 − 2,1 × 1,4 − 1,7 мм.
Диплоидное число хромосом 2n = 96.

## Ареал
Кальцефил, криогигромезофит. Произрастает в сырых травяных тундрах на выходах карбонатных пород. В России вид находится за пределами своего основного ареала.
Известно всего три местонахождения на востоке и северо-востоке острова Врангеля (Чукотский АО). Вне России встречается на Аляске, на Юконе, островах Берингова пролива.

## Охранный статус
Занесён в Красную книгу Российской Федерации и Красную книгу Чукотского автономного округа. Был внесён в Красную книгу СССР и РСФСР. Лимитирующими факторами являются холодный арктический гумидный климат и малочисленность популяций.

## Синонимика
Согласно The Plant List , в синонимику вида входят следующие названия:
- Cardamine eschscholtziana Andrz. ex Ledeb.
- Cardamine purpurea var. albiflora Hultén
- Cardamine purpurea f. albiflora (Hultén) Cody
- Cardamine purpurea var. albiflos Hultén
- Cardamine purpurea var. lactiflora O.E.Schulz
- Cardamine purpurea var. purpurea
- Dracamine purpurea (Cham. & Schltdl.) Nieuwl.